# 小行星8551
小行星8551（8551 Daitarabochi）是一颗绕太阳运转的小行星，为主小行星带小行星。该小行星于1994年11月11日发现。

## 轨道参数
小行星8551的轨道半长轴为3.9957672 UA，离心率为0.156。